# Maximiliano Araújo
Pour les articles homonymes, voir Araújo (homonymie).
Maximiliano Araújo, né le 15 février 2000 à Montevideo en Uruguay, est un footballeur uruguayen qui évolue au poste d'ailier gauche avec le Sporting CP.

## Biographie

### Montevideo Wanderers
Natif de Montevideo en Uruguay, Maximiliano Araújo est formé par l'un des clubs de la capitale uruguayenne, le Montevideo Wanderers. Il débute en professionnel le 11 mars 2018, en championnat, contre le CA Torque. Ce jour-là, il entre en jeu à la 85e minute, et son équipe s'impose par deux buts à un. Il connaît sa première titularisation le 21 avril 2018, contre le River Plate Montevideo (défaite 0-3 du Wanderers).

### CF Puelba
En janvier 2020, Maximiliano Araújo rejoint le club du CF Puebla, au Mexique, avec lequel il s'engage jusqu'en 2023. Le transfert est annoncé à la fin du mois de décembre 2019. Il joue son premier match sous ses nouvelles couleurs le 16 février 2020, à l'occasion d'une rencontre de championnat face au CF Pachuca. Il entre en jeu à la place de Daniel Arreola (en) et son équipe s'incline par un but à zéro.

### Deportivo Toluca
En janvier 2023, Maximiliano Araújo rejoint le Deportivo Toluca. Le transfert est annoncé dès le 19 décembre 2022 et il signe un contrat courant jusqu'en décembre 2026.

### En sélection
Maximiliano Araújo est sélectionné avec l'équipe d'Uruguay des moins de 20 ans pour participer au championnat sud-américain des moins de 20 ans en 2019, tournoi organisé au Chili. Lors de cette compétition, il joue huit matchs. Avec un bilan de quatre victoires, deux nuls et trois défaites, l'Uruguay se classe troisième du tournoi.
Il dispute ensuite quelques mois plus la Coupe du monde des moins de 20 ans, qui se déroule en Pologne. Lors de ce tournoi, il joue deux matchs, contre la Norvège le 24 mai (victoire 3-1 de l'Uruguay), puis face au Honduras le 27 mai (victoire 0-2 de l'Uruguay), en étant à chaque fois titularisé au poste d'arrière gauche. Les jeunes uruguayens atteignent les huitièmes de finale de la compétition, où ils sont éliminés par l'Équateur.

## Statistiques

### En sélection nationale
| Saison                | Sélection             | Phases finales        | Phases finales | Phases finales | Phases finales | Éliminatoires CDM | Éliminatoires CDM | Éliminatoires CDM | Matchs amicaux | Matchs amicaux | Matchs amicaux | Total | Total | Total |
| Saison                | Sélection             | Compétition           | M              | B              | Pd             | M                 | B                 | Pd                | M              | B              | Pd             | M     | B     | Pd    |
| --------------------- | --------------------- | --------------------- | -------------- | -------------- | -------------- | ----------------- | ----------------- | ----------------- | -------------- | -------------- | -------------- | ----- | ----- | ----- |
| 2022-2023             | Uruguay               | Coupe du monde 2022   | -              | -              | -              | -                 | -                 | -                 | 2              | 1              | 1              | 2     | 1     | 1     |
| 2023-2024             | Uruguay               | Copa América 2024     | 6              | 2              | 1              | 5                 | 0                 | 2                 | 1              | 0              | 1              | 12    | 2     | 4     |
| 2024-2025             | Uruguay               | -                     | -              | -              | -              | 1                 | 0                 | 0                 | -              | -              | -              | 1     | 0     | 0     |
| Total sur la carrière | Total sur la carrière | Total sur la carrière | 6              | 2              | 1              | 6                 | 0                 | 2                 | 3              | 1              | 2              | 15    | 3     | 5     |

## Palmarès
Sporting Portugal
- Championnat du Portugal (1) :
  - Champion en 2025

## Vie privée
Maximiliano Araújo a cinq frères et sœurs, dont César Araújo, qui est également footballeur professionnel.